# Citizen Animal – A Small Family’s Quest for Animal Rights
Citizen Animal – A Small Family’s Quest for Animal Rights (engl. für Staatsbürger Tier – Die kleine Suche einer Familie nach Tierrechten) ist ein Dokumentarfilm von Oliver Kyr aus dem Jahr 2018.

## Handlung
Der Regisseur Oliver Kyr und seine Lebensgefährtin Tatjana Kühr, die als Rohkostzubereiterin arbeitet, gehen in dem Film der Frage nach, ob Tiere Bürgerrechte haben. Ursprünglich war geplant gewesen, einen Kurzfilm über die spanische Gemeinde Trigueros del Valle zu drehen; Anlass war die Tatsache, dass diese den vor Ort lebenden Hunden und Katzen eigene Bürgerrechte verliehen hatte. Daraus entwickelte sich die Motivation, der Frage nachzugehen, ob dieses Unterfangen generell realisierbar sei. Eigens dafür reisten beide, die seit 2015 in einem Wohnmobil leben, 2017 zusammen mit ihrer minderjährigen Tochter rund 12.000 Kilometer quer durch Europa, um unterschiedliche Tierrechtler und vegan lebende Menschen dazu zu befragen.

## Veröffentlichung
Seine Deutschlandpremiere hatte der Film beim 11. Lichter Filmfest am 6. April 2018. Der Film lief dort unter dem deutschen Titel Citizen Animal – Eine kleine Familie reist zu den Tieren im Programm.
Am 24. April 2018 wurde der Film in der Kulturbrauerei in Berlin gezeigt. Der offizielle Kinostart war zwei Tage später, jedoch wiederum mit englischem Titel. Ursprünglich war geplant gewesen, den Film bereits im Juli 2017 herauszubringen.

## Finanzierung
Zu den offiziellen Sponsoren gehörte die Musikerin Mona Mur, die die Musik zum Film beisteuerte. Zu den weiteren Unterstützern des Films gehören unter anderem Sea Shepherd, OceanCare, das Jane-Goodall-Institut, Animals’ Angels, die Stiftung für das Tier im Recht und die Tierschutzpartei.

## Rezeption
Der Filmdienst schrieb, der Film sei ein „emphatisches, aber filmisch schlichtes Plädoyer für den Veganismus, das zahlreiche Experten zu Wort kommen lässt, aber den bekannten Aspekten des Themas keine neue Facetten hinzufügt“.